# Hasszán Izuddin
Don Bandárain avagy al-Gázi al-Hasszán Izuddin Szrí Kula Ranmiba Danala Kirti Katiri Buvana Maha Radun szultánt
a Maldív-szigetek királyának kiáltották ki 1759-ben. Ő volt az első szultán a Hurá-dinasztiából.

## Ali Rádzsa inváziója 1763-ban
A Malabár-parton II. Ali Rádzsa Kuni Amsza létrehozott egy nagy, jól felfegyverzett ketchekből álló flottát az Indiai-óceánon, hogy megkísérelje, hogy meghódítsa a szigeteket, amelyek ellenálltak Aurangzeb mogul sahnak. A flotta Laksadívából és Kannúrból indult szipolyokkal a fedélzeteken, Haider Ali maiszúri szultán lobogói és jelképei alatt, elfoglalták a Maldív-szigeteket és kegyetlenkedtek az ottani moszlim hittestvéreikkel, akik a szigeteket lakták. 
Ezután hamarosan II. Ali Rádzsa Kuni Amsza visszatért Maiszúrba, a bengalurui kikötőn keresztül megérkezett Nagarba, hogy hódolatát fejezze ki Haider Alinak, aki elszörnyedt és felháborodott, amikor II. Ali Rádzsa Kuni Amsza elé vezette a megvakított, szerencsétlen III. Mukaram Mohamed Imádudínt, a Maldív-szigetek szultánját. Haider Ali elrendelte, hogy a megháborodott II. Ali Rádzsa Kuni Amszát váltsák le a flotta éléről, és bocsánatért esedezett Hasszán Izuddinnál a bűnökért, amelyeket admirálisa követett el. Haider Alit mélyen lesújtották az események, és tisztelettel visszaküldte Hasszán Izuddint a Maldív-szigetekre, míg ő maga visszavonult a palotákból, és az egyszerűségben keresett vigaszt, alig bízott meg valakiben, akinek hatalmat és jogkört adott.

## Fordítás
Ez a szócikk részben vagy egészben  a   Hasan 'Izz ud-din című angol Wikipédia-szócikk ezen változatának fordításán alapul.  Az eredeti cikk szerkesztőit annak laptörténete sorolja fel. Ez a jelzés csupán a megfogalmazás eredetét és a szerzői jogokat jelzi, nem szolgál a cikkben szereplő információk forrásmegjelöléseként.